# Max Hegele
Max Hegele, właśc. Maximilian Hegele (ur. 25 maja 1873 w Wiedniu, zm. 12 marca 1945 tamże) – austriacki architekt secesyjny i modernistyczny

## Życiorys
Ukończył klasę inżynierii budowlanej średniej Państwowej Szkoły Handlowej w Wiedniu, gdzie w 1893 uzyskał maturę. Następnie studiował architekturę pod kierunkiem Viktora Luntza w Akademii Sztuk Pięknych w Wiedniu (1893-1896). Jako wyróżniający się student otrzymał stypendium państwowe i w latach 1896–1897 odbył objazd studyjny po Włoszech.
Po powrocie do Wiednia pracował w kilku różnych pracowniach architektonicznych, m.in. Franza von Neumannsa i braci Antona i Josefa Drexlera. W latach 1900–1905 członek Secesji Wiedeńskiej. Usamodzielnił się i założył własną pracownię w 1899 po wygraniu konkursu ogłoszonego przez władze Wiednia na dokończenie budowy Cmentarza Centralnego. Projekt ten obejmował budowę bramy głównej, dwóch sal pogrzebowych i kościoła cmentarnego św. Karola Boromeusza wraz z Nowymi Arkadami. Projekt ten stał się jego dziełem życia. Kościół jest obecnie często określany jako najważniejszy obok dzieła Otto Wagnera kościoła Steinhof secesyjny kościół” w Wiedniu. Max Hegele udatnie połączył w nim barokowy owalny plan budynku oraz potężnej kopuły (nawiązującej do Karlskirche w Wiedniu, a tym samym do bazyliki św. Piotra w Rzymie) z modernistyczną koncepcją elewacji i wnętrz. Nawiązanie przez niego do szeregu elementów architektonicznych charakterystycznych dla Otto Wagnera powoduje, że wielu z późniejszych historyków sztuki niesłusznie uważało go za ucznia tego ostatniego.

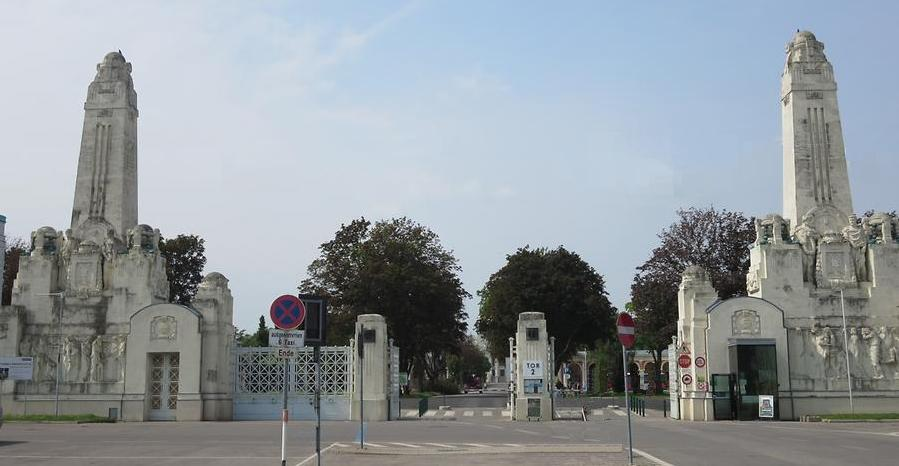
Brama Główna na Cmentarz Centralny w Wiedniu

Oprócz niego zrealizował także inne znaczące dzieła architektoniczne m.in. budowę kościoła parafialnego w Pressbaum, licznych kaplic, budynków szkolnych, dwa mosty, a także wiele budynków mieszkalnych w Wiedniu. Podczas pierwszej wojny światowej kierował budową kompleksu cesarskiej Akademii Wojskowej. Po jej zakończeniu realizował głównie prace na terenie Dolnej Austrii. Najważniejszym obiektem który wówczas zrealizował był budynek zarządu dolnoaustriackiego funduszu ubezpieczeniowego (Niederösterreichischen Gebietskrankenkasse) w St. Pölten (1925-1926).
W latach 1908–1937 niezależnie od prowadzonej przez siebie pracowni architektonicznej był profesorem inżynierii budowlanej w Wiedeńskiej Państwowej Szkole Handlowej (Staatsgewerbeschule). Należał do Towarzystwa Architektów Austriackich (1906-1912), a potem do Austriackiego Stowarzyszenia Inżynierów i Architektów (1912-1938). Był także od 1908 członkiem Austriackiego Towarzystwa Sztuki Chrześcijańskiej. Ostatnie lata życia mieszkał w Hadersdorf-Weidlingau (obecnie 14 dzielnica Wiednia), gdzie został pochowany w grobie honorowym na cmentarzu w Hadersdorf-Weidlingau (sektor 1 L, grób 18), na którym na początku swojej kariery zbudował kaplicę cmentarną. W 1969 roku Max-Hegele-Weg w Wiedniu Meidling (12. dzielnica) został nazwany jego imieniem.

## Główne dzieła
- Kompleks budynków na Cmentarzu Centralnym w Wiedniu: brama główna, dwie sale pogrzebowe (kostnice) i kościół cmentarny św. Karola Boromeusza wraz z Nowymi Arkadami (1906-1911)
- Schody Fillgrader przy Mariahilf, Wiedeń, ul. Fillgradergasse (1905-1907)
- budynek mieszkalny, Wiedeń, Breitenseer Straße 37 (1906-1907)
- [wraz z Augustem Rehakiem] Kościół parafialny św. Trójcy, Pressbaum, Dolna Austra (1906-1908)
- [wraz z Augustem Rehakiem] kaplica Marchdammkapelle, Markthof, pow. Gänserndorf, Dolna Austria (1906)
- kaplica cmentarna na Hadersdorf-Weidlingauer Friedhof, Wiedeń, ul. Friedhofstrasse 12-14 (1908-1909)
- [wraz z Hansem Peschlem na podstawie koncepcji Ludwiga Baumanna] budynki szkolne w Berndorf, Margaretenplatz 2, 5 (1908)
- grobowiec rodziny Herzmansky, Hadersdorf-Weidlingauer Friedhof, Wiedeń, Friedhofstraße 12-14 (1909)
- [wraz z Augustem Rehakiem] Most Flözersteig, Wiedeń (1909)
- budynek Kasy Oszczędności Pressbaum, Dolna Austra (1911)
- trzy budynki mieszkalne, Wiedeń, ul. Wiesberggasse 2, 4, 6 (1912)
- Most Aspern nad kanałem Dunaj, Wiedeń, – zniszczony podczas wojny w 1945 (1913-1919)
- dwa budynki mieszkalne, Wiedeń 15, Kriemhildplatz 1 i 10 (1914)
- willa rodziny Bistritzky, St. Veit an der Gölsen, Inner-Wiesenbach 17, Dolna Austria (1914-1916)
- budynek zarządu dolnoaustriackiego funduszu ubezpieczeniowego (Niederösterreichischen Gebietskrankenkasse) w St. Pölten – w latach 1960–1963 całkowicie przebudowanego(1925-1926)
- [wraz z Florianem Prantlem] ratusz w Golling an der Erlauf, Dolna Austria (1926)
- budynek mieszkalny, St. Pölten, Roseggerstraße 9, Dolna Austria (1929)
- budynek mieszkalny, Wiedeń, Brigittenauer Lände 138-142 (1931-1932)

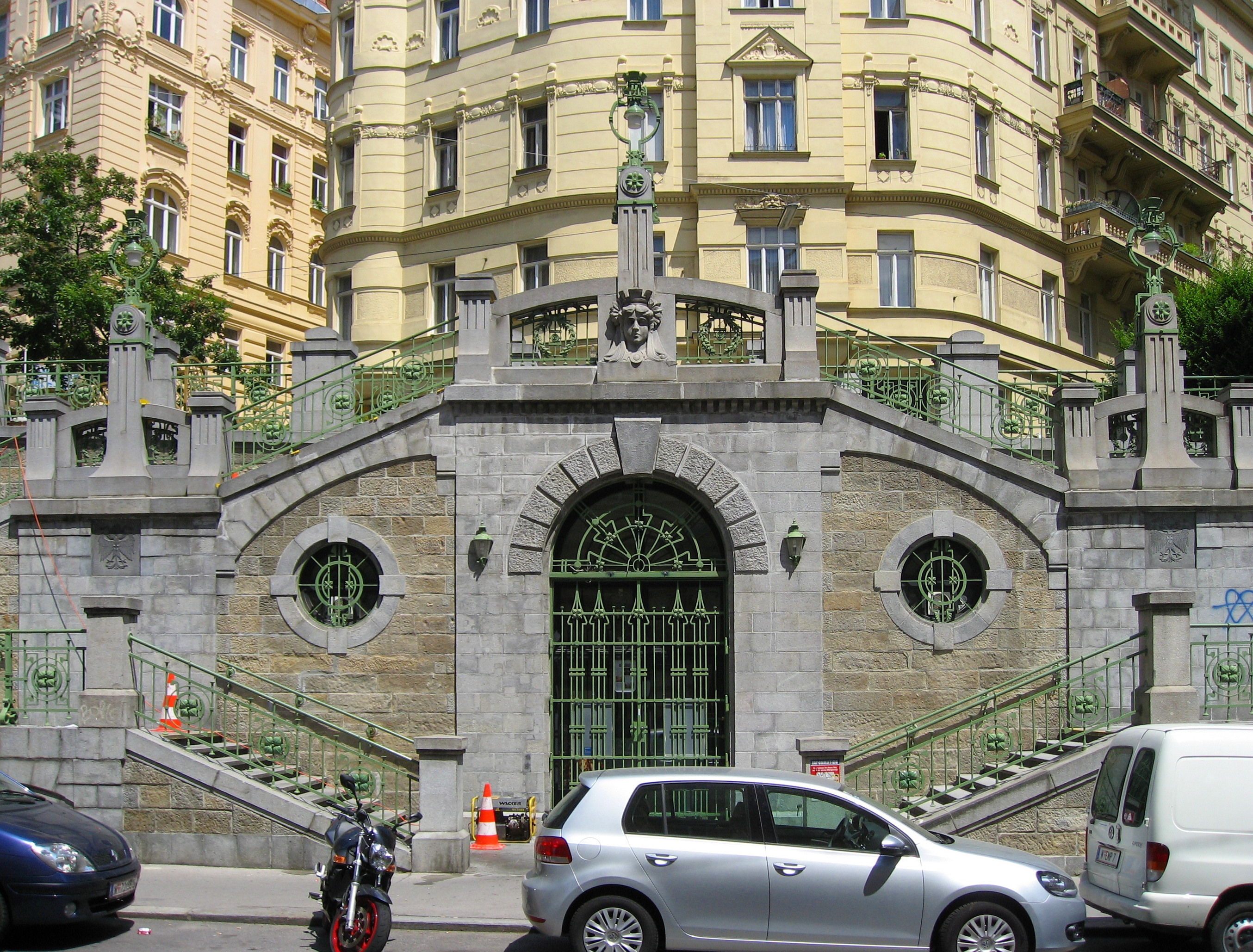
Schody Fillgrader w Wiedniu
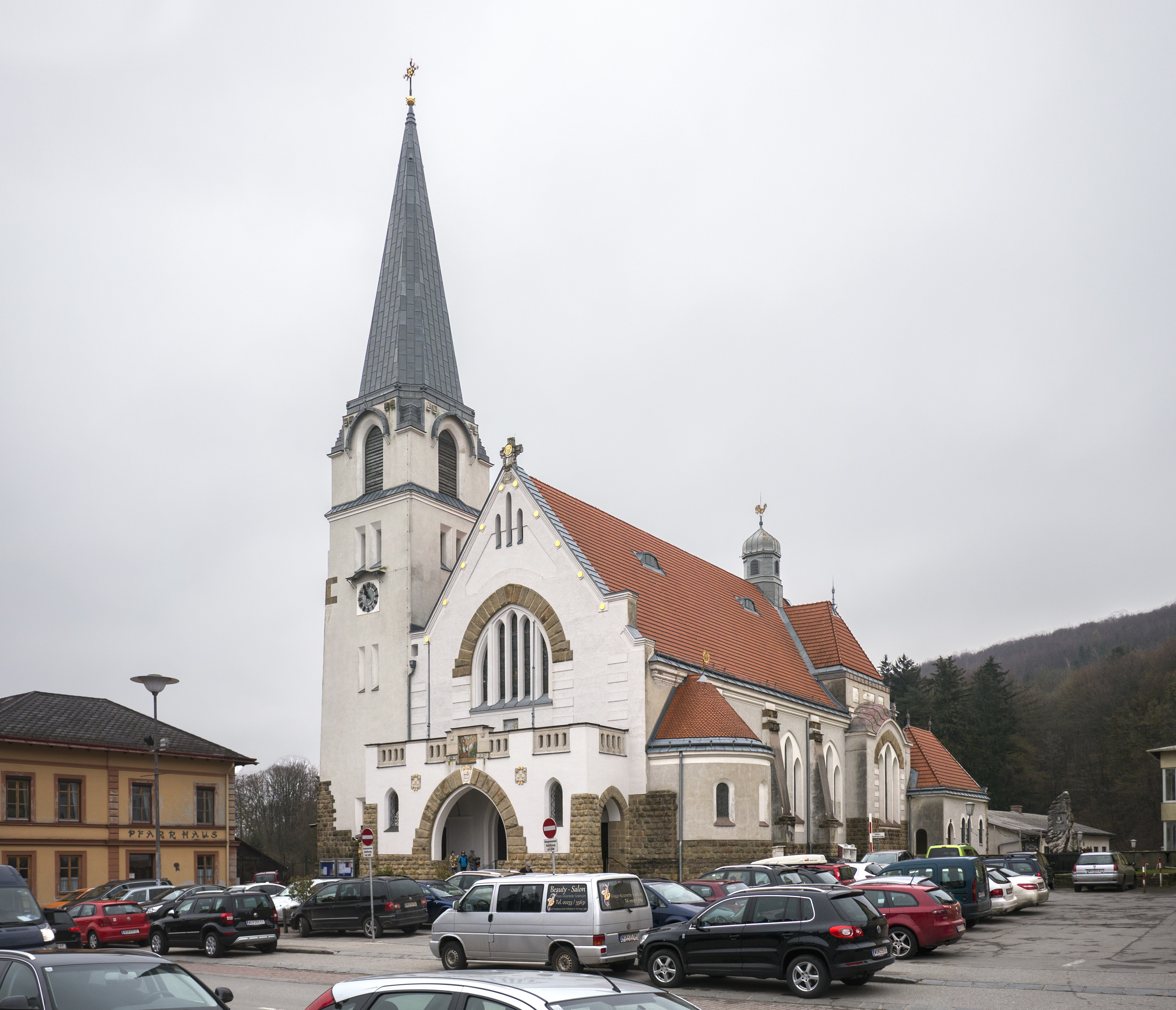
Kościół parafialny w Pressbaum
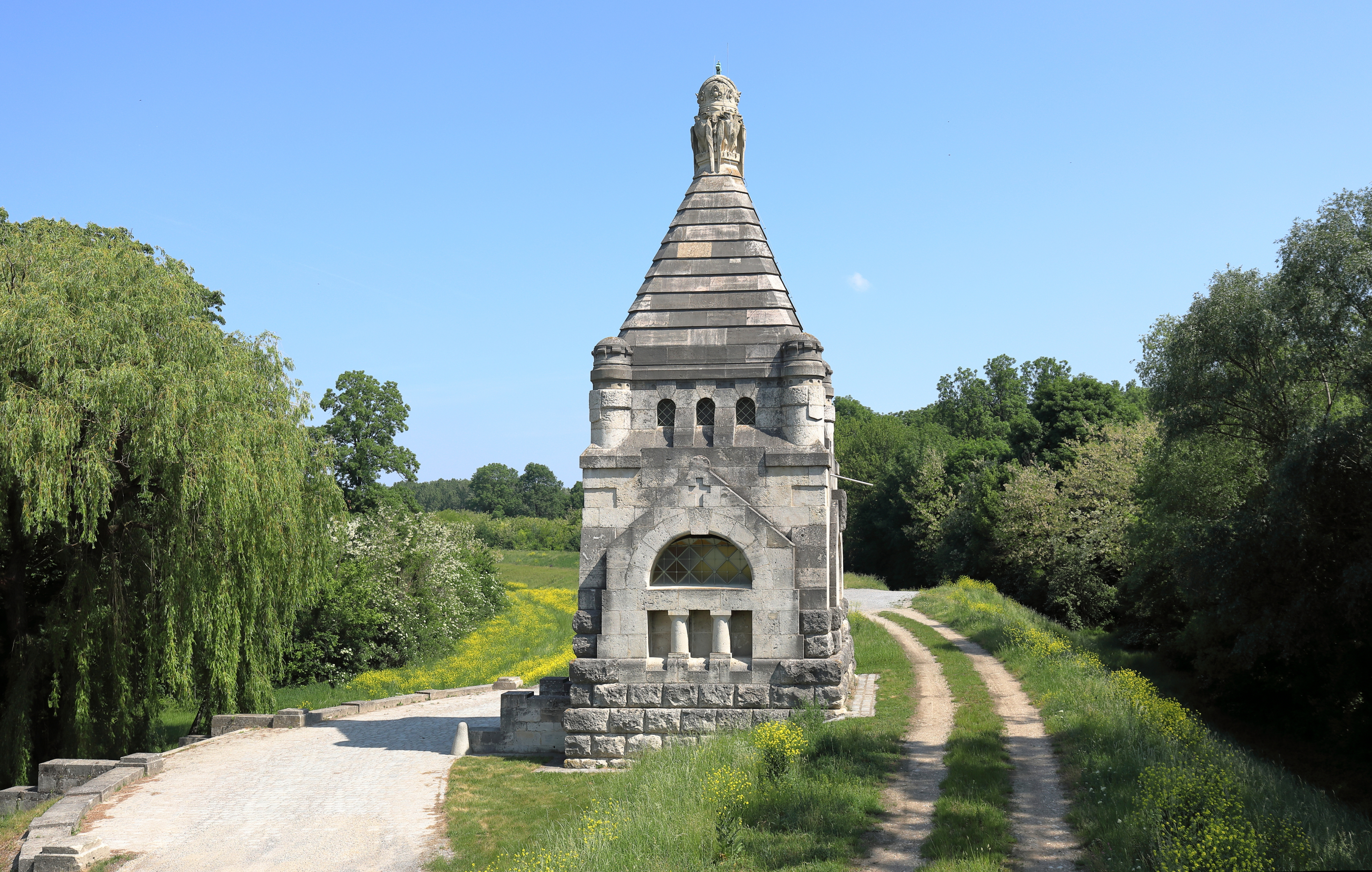
kaplica Marchdammkapelle w Markthof
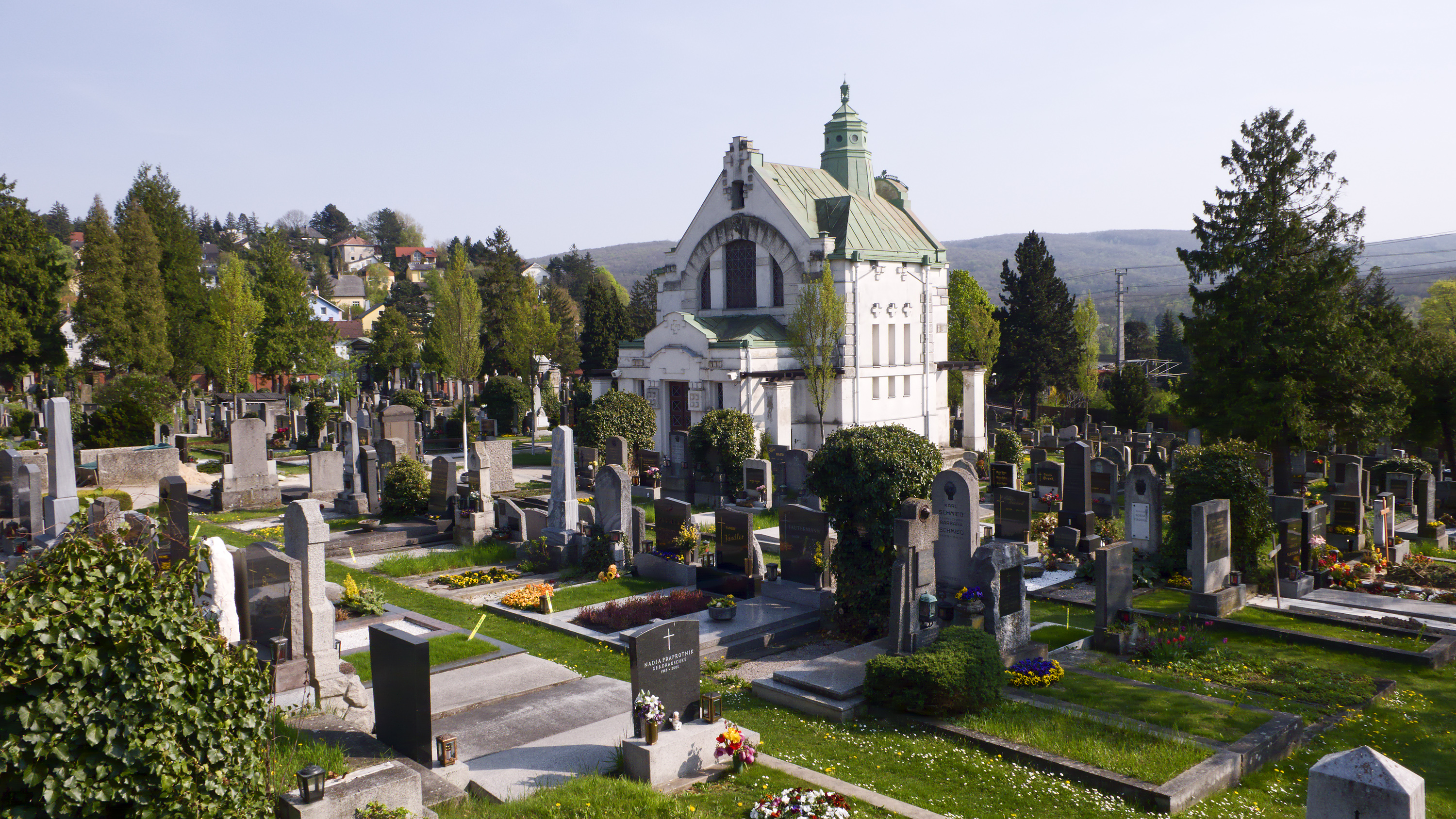
kaplica na cmentarzu Hadersdorf-Weidlingau w Wiedniu
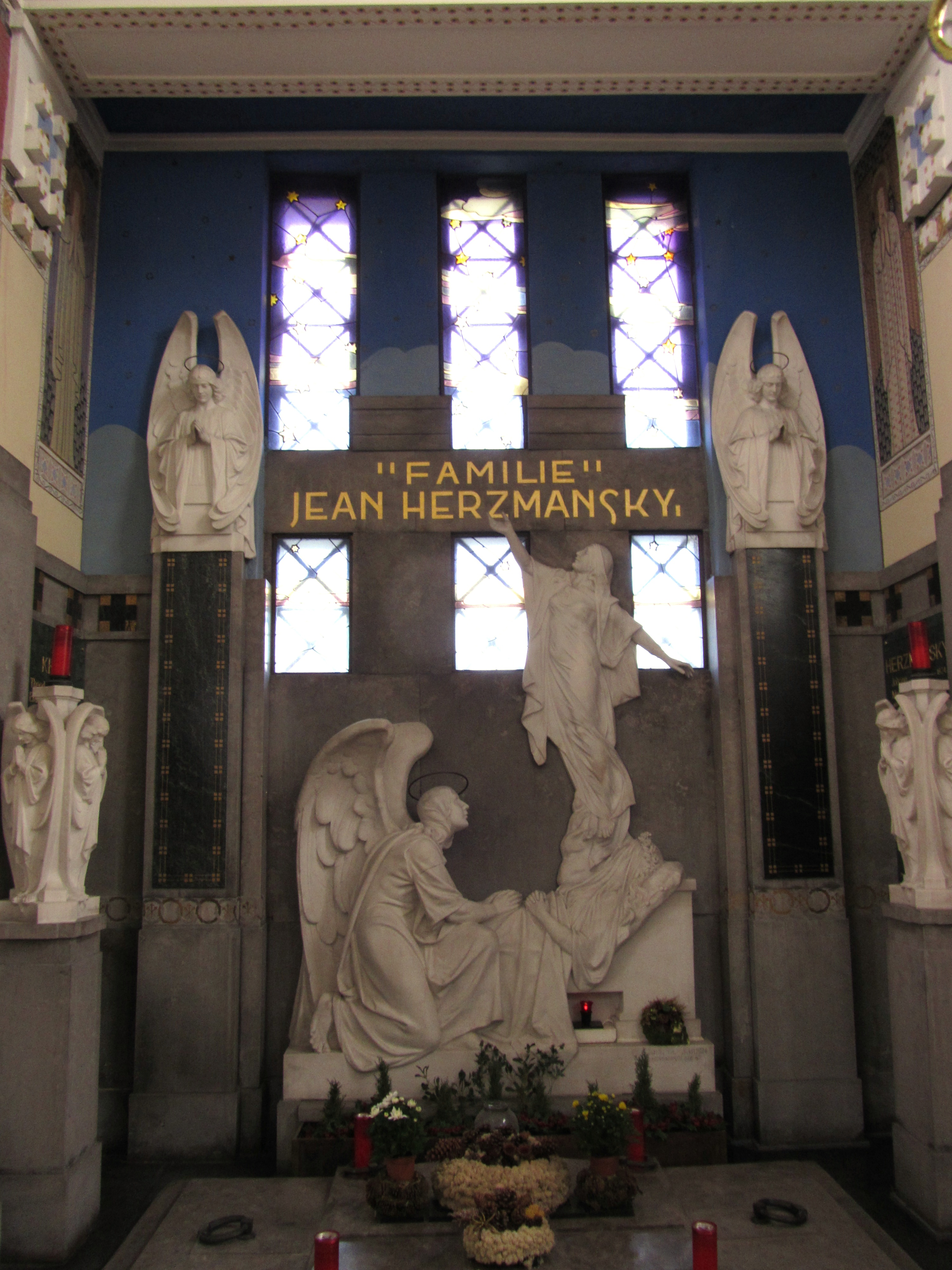
Grobowiec rodziny Herzmansky na cmentarzu Hadersdorfer Friedhof w Wiedniu
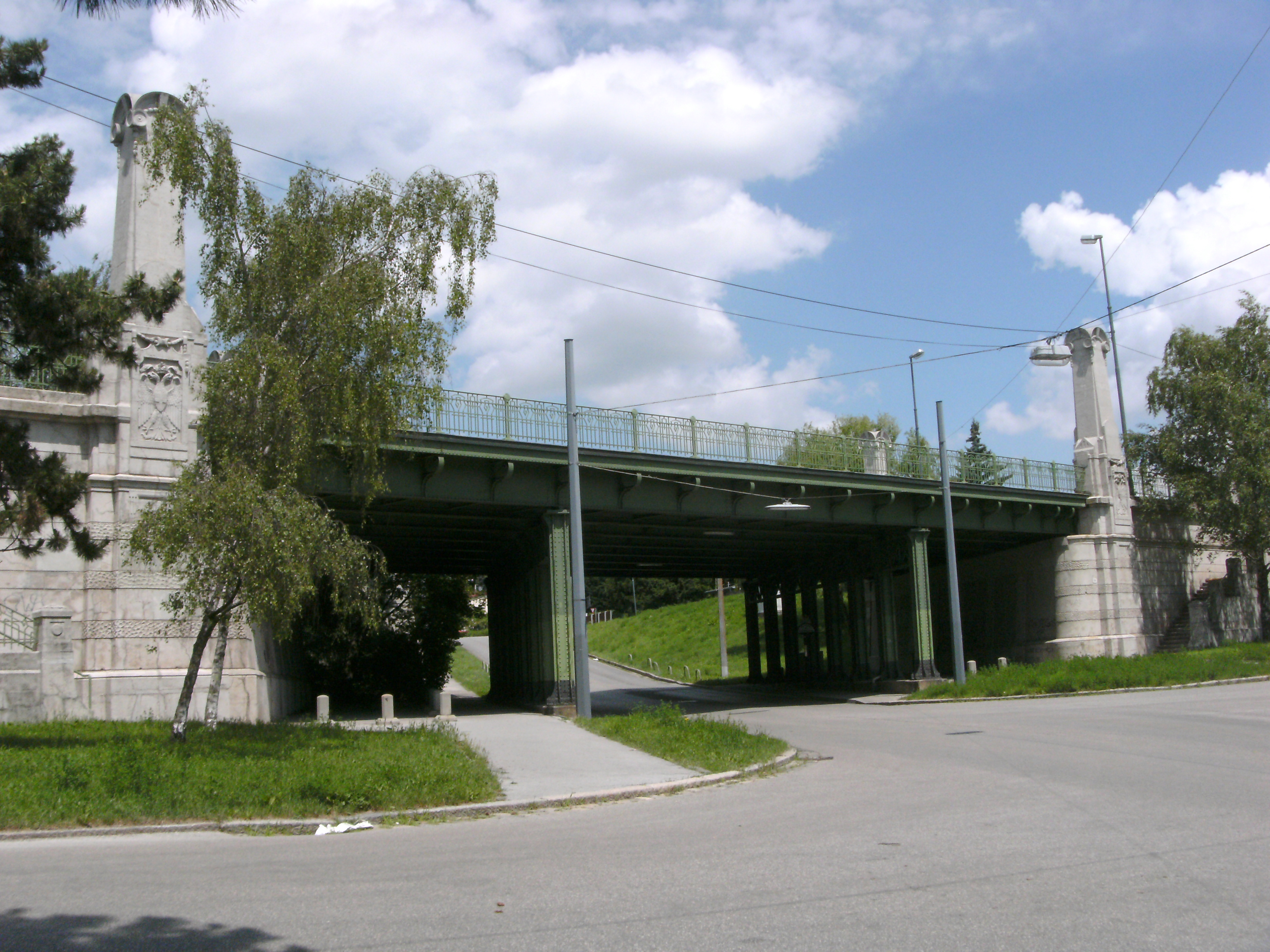
Most Floetzersteig w Wiedniu
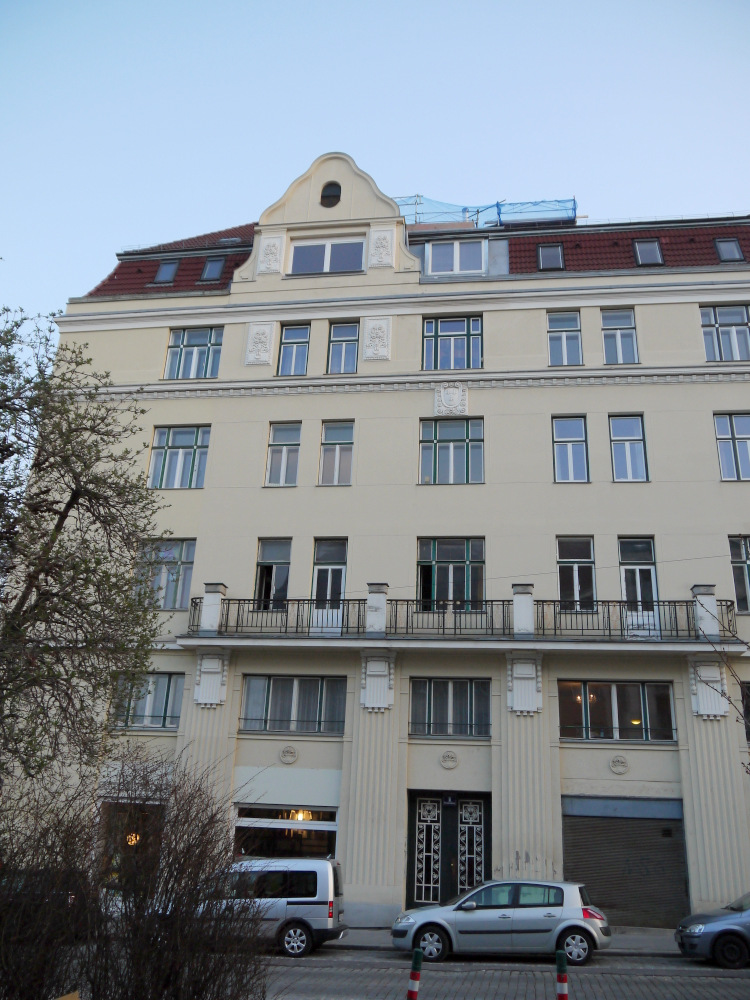
Budynek mieszkalny – Wiedeń, Kriemhildplatz 1
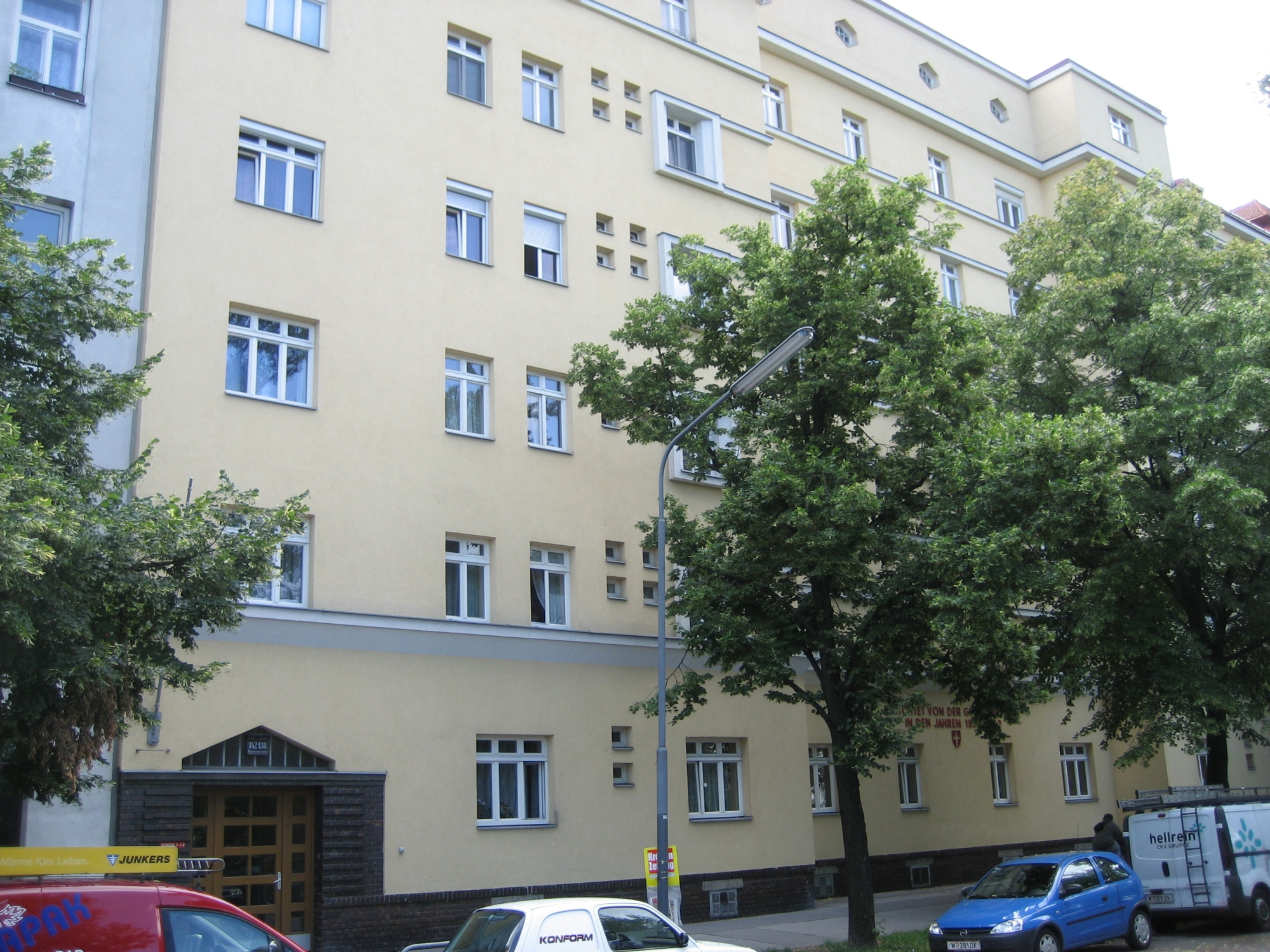
Budynek mieszkalny – Haus-Brigittenauer Lände w Wiedniu

## Rodzina i życie prywatne
Urodził się w rodzinie rzemieślniczej, jego ojcem był złotnik Karl jego matką Maria z Haigmaierów. Ożenił się w 1908 z Wilhelminą ze Stelzerów.